# Lying from You
"Lying from You" is een nummer van de Amerikaanse rockgroep Linkin Park. Het werd uitgebracht als de vijfde single van het tweede studioalbum Meteora uit 2003 en werd als radiosingle in de Verenigde Staten uitgebracht.

## Achtergrondinformatie
Naast de keyboardsample die door het hele nummer door geloopt wordt, bevat het ook een sample van een auto die een burnout houdt. Dit werd tijdens liveconcerten gespeeld, maar was afwezig in het Minutes to Midnight-tijdperk. "Lying from You" is een van de zeven nummers die gemashd werden op het album Collision Course, een samenwerking van Linkin Park en rapper Jay-Z, die zijn "Dirt off Your Shoulder" toevoegde. Het resulteerde in de single "Dirt off Your Shoulder/Lying from You". Vanaf 2008 had het nummer een vernieuwde intro tijdens concerten, waarbij alle samples weggehaald waren en een hiphopbeat erbij werd gezet. Het gitaarspel begint pas in het eerste refrein.
Over het nummer zei Mike Shinoda in 2003:
"Dat nummer is voor coverbands onmogelijk te spelen! Chester zingt gewoon verdomd moeilijk. Ik vind het geweldig. Ik vind dat hij grote dingen op dat nummer doet. Wij zijn werkelijk trots op het nummer. Het is alweer een nummer met een geweldige keyboardding dat we hebben gemaakt, de sample die we aan het begin gebruiken. Het zal echt leuk zijn op het live te spelen. Ik kan hetzelfde zeggen voor het nummer dat erna volgt.

"Lying from You" gaat over het afstoten van iemand. Met de titel wordt bedoeld: leugens verzinnen zodat een ander persoon zo boos wordt dat deze niet meer bij jou wil zijn: wat iets is dat men onbewust in een relatie doet. Daar gaat mijn gedeelte van het nummer niet over, maar ik weet dat op een grotere schaal, als iemand negatieve gevoelens begint te krijgen jegens iemand anders, zij dingen gaan doen waardoor die persoon niet bij hen willen zijn. Het is een onbewuste reactie. Het werkt bij vrienden, het werkt bij relaties - hoe dan ook, men doet dat. 

## Hitlijsten
"Lying from You" is als een airplay-only single uitgebracht in de Verenigde Staten en in Canada als een live-videoclip met opnames van de dvd Live in Texas. Ondanks het feit dat het een airplaysingle was, bereikte het de nummer-1 positie van de Billboard Modern Rock Tracks lijst, waardoor het de vierde achtereenvolgende #1 is. Daarnaast reikte het tot #2 in de Mainstream Rock Tracks-chart en de 58ste positie van de Billboard Hot 100.